# زنجبیلیان
زنجبیلیان (به انگلیسی: Zingiberaceae) تیره‌ای از زنجبیل‌سانان علفی با حدود ۴۵ سرده و ۷۰۰ گونه است که در نواحی گرمسیری آفریقا، آسیا و آمریکا می‌رویند و در آسیای جنوب شرقی بیشترین تنوع را دارند؛ در قاعده برگ‌های دوردیفه این گیاهان غلافی وجود دارد که از هم‌پوشانی آنها ساقه‌ای کاذب ایجاد می‌شود؛ گل‌های نرماده آن‌ها در گل‌آذین گرزنی محدود قرار گرفته و گل‌پوش آن‌ها از دو حلقه تشکیل شده‌ است.